# Fenoderee
Der Fenoderee ist ein Kobold in der Folklore der Isle of Man, den man zu den Brownies zählt. Dieser Hausgeist ist so groß wie ein Mensch, aber sehr viel stärker. Alternative Namen und Schreibweisen sind Fendodyree, Phynodderee, Phynnodderee, Fynnoderee oder sogar Yn Foldyr Gastey, was so viel heißt wie „der flinke Mäher“.
Fenoderee arbeiten gerne, viel und sehr gut und haben eine sehr große Körperkraft. Diese setzen sie ein, indem sie schwere Arbeiten für Bauern übernehmen. Allerdings entspricht ihre Intelligenz nicht ihrer Kraft. Dieser Mangel zeigt sich in der Sage, dass einer von ihnen einmal versucht haben soll, Wasser in einem Sieb zu transportieren. Das stört sie sehr und deshalb kann es sehr gefährlich werden, einen Fenoderee auszutricksen. Die Chance, dass er den Schwindel merkt ist zwar klein, aber wenn, dann kann das tödlich enden. Sie lieben es, Geschenke zu bekommen, wenn man ihnen aber auflauert und versucht, ihnen persönlich zu danken, sind sie beleidigt und verschwinden für immer. 
Ursprünglich gehörte der Fenoderee dem Stamm der Ferrishyn (Elfen, Feen, von englisch fairy) auf der Isle of Man an. Einmal versäumte er jedoch ein Herbstturnier, weil er damit beschäftigt war, einer Sterblichen den Hof zu machen. Zur Strafe wurde ihm sein gutes Aussehen genommen und er wurde zu der hässlichen, einsamen Kreatur, die er heute ist. Glaubt man dieser Sage, gibt es nur einen einzigen Fenoderee, der aber schon überall aufgetaucht ist. Auf der Isle of Man weist die Darstellung des Fenoderee Ähnlichkeiten mit dem sogenannten mähenden Teufel auf. Dort wird er dafür mit Speisen und Getränken belohnt, dass er nachts ungesehen Felder und Wiesen mäht. Ihm werden die Entstehung von Kornkreisen zugeschrieben.
Der Fenodyree ist ebenfalls eine Figur in The Weirdstone of Brisingamen von Alan Garner, einer Fantasy-Geschichte, die in Alderley Edge in Cheshire, England, spielt.